# Rendez-vous '87
Rendez-vous '87 var en internationell serie ishockeymatcher mellan sovjetiska landslaget och ett allstarlag från NHL i Québec, som spelades i februari 1987. Matchen spelades i stället för NHL:s allstarmatch säsongen 1986/1987.
Sovjet vann med totalt 8-7, men sovjetiske tränaren Viktor Tichonov sade. "NHL-laget vann inte och inte heller vi. Vinnaren var i stället ishockeysporten själv. Båda matcherna var som högtider, likt festivaler, två av de största ishockeymatcherna som någonsin skådats."
Poängligan vanns av Gretzky före Kamensky 

## Matcherna
- 11 februari 1987: NHL All Stars-Sovjet 4-3, spelades i Québec
- 13 februari 1987: NHL All Stars-Sovjet 3-5, spelades i Québec.